# 阿米娜·謝赫
阿米娜·謝赫（1981年8月28日—）是巴基斯坦女演員及前任模特兒，主要出現在巴基斯坦電視連續劇及電影。阿米娜是巴國最頂尖的女演員之一，曾四次獲得Lux Style Award。
她在美国纽约出生，分别在沙特首都利雅得和巴基斯坦卡拉奇长大。她在成為演員前是一名模特兒。阿米娜最知名的作品包括：《Daam》、《Uraan》、《Mirat-ul-Uroos》和电影《Cake 》等。
她的丈夫是同为演员的Mohib Mirza，两人育有一女Meissa。

## 外部連結
- 阿米娜·謝赫在互联网电影资料库（IMDb）上的資料（英文）
- 阿米娜·謝赫的X（前Twitter）